# Малая Белая (приток Вятки)
Малая Белая — река в России, протекает в Омутнинском районе Кировской области. Устье реки находится в 1219 км по правому берегу реки Вятки. Длина реки составляет 19 км.
Исток реки на Верхнекамской возвышенности в 10 км к северо-востоку от села Залазна. Река течёт на юго-запад, затем на северо-запад. Притоки — Камерлятка, Белая (правые). В среднем течении на правом берегу деревни Ефимовцы и Большие Камерлята (Залазнинское сельское поселение). Впадает в Вятку восточнее посёлка Белореченск (центр Белореченского сельского поселения).

## Данные водного реестра
По данным государственного водного реестра России относится к Камскому бассейновому округу, водохозяйственный участок реки — Вятка от истока до города Киров, без реки Чепца, речной подбассейн реки — Вятка. Речной бассейн реки — Кама.
По данным геоинформационной системы водохозяйственного районирования территории РФ, подготовленной Федеральным агентством водных ресурсов:
- Код водного объекта в государственном водном реестре — 10010300212111100029997
- Код по гидрологической изученности (ГИ) — 111102999
- Код бассейна — 10.01.03.002
- Номер тома по ГИ — 11
- Выпуск по ГИ — 1